# Opposition au franquisme

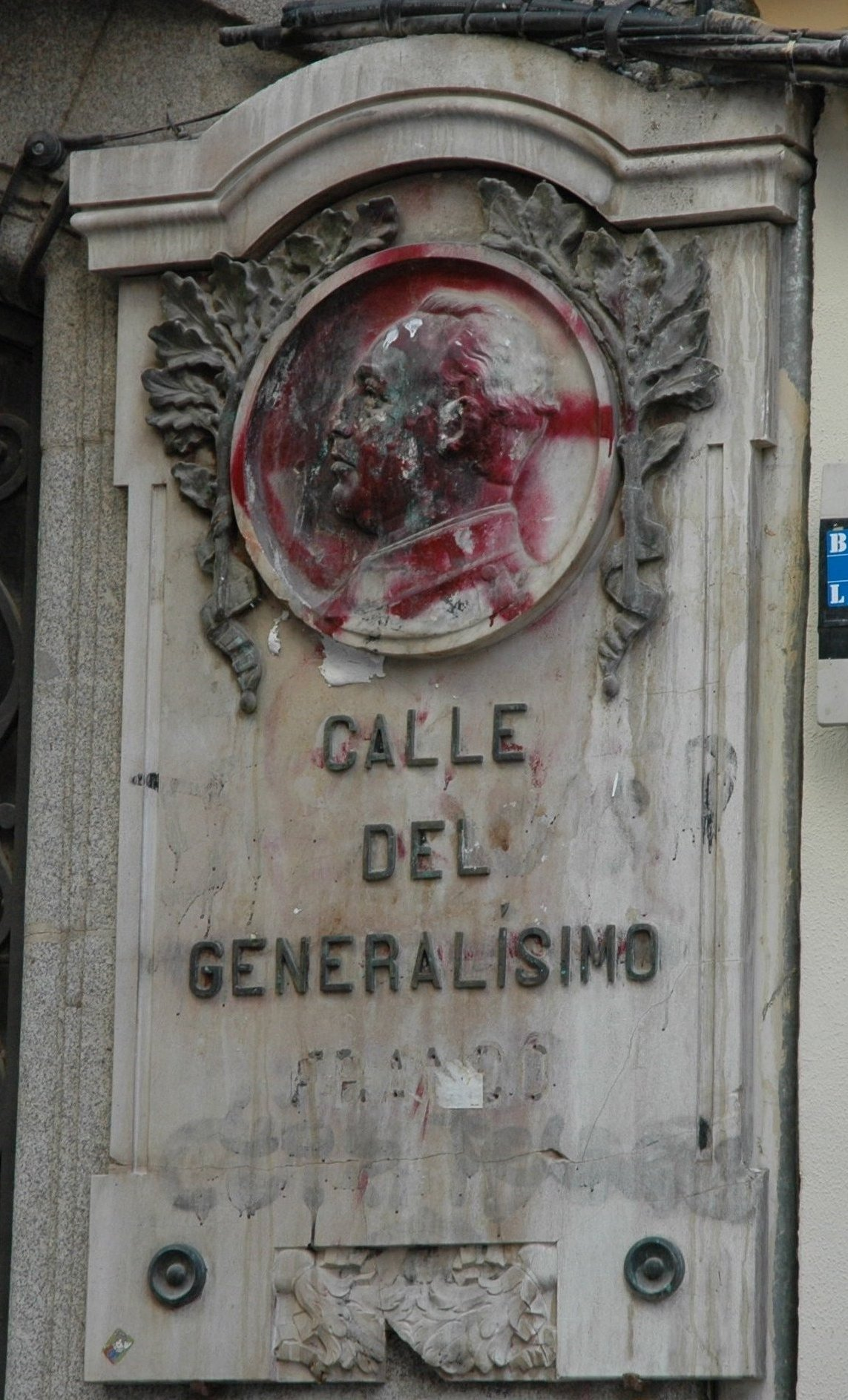
Monument à Franco recouvert de peinture rouge

L'opposition au franquisme désigne les actions, mouvements et écoles de pensées s'étant opposés au franquisme, régime dictatorial dirigé par le général Franco, entre la fin de la guerre d'Espagne en 1939 et l'instauration de la monarchie constitutionnelle en 1977.

## L'opposition de 1939 à 1945

### Les débuts de l’opposition intérieure
En Espagne, les deux premières organisations du camp vaincu à se réorganiser furent la CNT et le PCE, malgré les conditions difficiles dans lesquelles elles le firent : « un environnement marqué par la faim et la maladie, avec des milliers de personnes en prison ou en attente d'exécution, tandis que d'autres effaçaient les traces de leur passé républicain pour éviter l'arrestation, et où la majorité de la population dépendait du commerce noir pour sa subsistance, augmentant ainsi sa vulnérabilité aux pressions de l'État. » C'est pourquoi, dans les deux cas, l'activité clandestine s'est concentrée sur l'aide aux militants emprisonnés et à leurs familles, en leur fournissant de l'argent et en cherchant des moyens de les libérer ou de réduire leurs peines ou en offrant un abri aux personnes persécutées par la police.
Cependant, la première organisation unitaire d'opposition à Franco, Alliance démocratique espagnole (es) (ADE), fut constitué par un groupe de républicains exilés, formé à l'été 1940 et dont la base était basée à Londres. Mais en réalité, « l'ADE n'était guère plus qu'une façade pour les activités des services secrets britanniques et de leurs collaborateurs espagnols dans le pays. ». Son existence fut de courte durée puisque la police de Franco réussit à infiltrer l'organisation et arrêta environ 200 personnes à Valence, Madrid et dans d'autres villes - dix furent condamnées à mort, dont trois furent fusillées à Paterna en novembre. Après l'invasion de la France, le réseau d'agents de l'ADE, qui opérait depuis le Midi, fut démantelé et le gouvernement britannique cessa de le soutenir, de sorte qu'il disparut à la fin de 1940.
Du côté des anarchistes, le premier comité intérieur fut formé par Esteban Pallarols (es)  , qui avait réussi à s'évader du camp d'Albatera, et qui fut chargé de créer un réseau d’exfiltration pour faire sortir clandestinement des prisonniers qu'il avait réussi à faire évader des camps de concentration vers la France en utilisant de faux papiers. Pallarols fut arrêté par la police, condamné à mort et fusillé le 18 juillet 1943. Manuel López López reprendra le poste, mais démissionna peu de temps après en raison de la tuberculose qu’il avait contractée pendant son séjour au camp d'Albatera. Celedonio Pérez Bernardo l’a remplacé. Arrêté peu de temps après, il fut jugé en septembre 1942 et condamné à trente ans de prison. Remplacé par Manuel Amil Barcia, ce dernier, malheureusement traqué par la police, dut quitter Madrid pour se réfugier en Andalousie, de sorte que les fonctions du comité national furent assumées par l'organisation madrilène dirigée par Eusebio Azañedo, qui entra en contact avec la CNT de Valence, réorganisée, et avec la CNT de Catalogne, dont la situation était moins brillante et plutôt confuse en raison de l'existence de deux comités régionaux. À la suite de la dénonciation d'un informateur, Acebedo fut arrêté à Madrid à l'été 1943, et Amil retourna alors dans la capitale pour reprendre la direction du secrétariat général du comité national.
Du côté des communistes, la première organisation clandestine du parti fut constituée à Madrid, où, immédiatement après la guerre, fut formé un comité provincial, dirigé par Matilde Landa et composé de plusieurs militants, dont certains étaient de jeunes membres des Jeunesses socialistes unifiées (JSU). Certains de ses membres furent arrêtés par la police, qui avait obtenu les dossiers de l'organisation de jeunesse communiste, et furent accusés sans aucune preuve d'avoir préparé un attentat contre le général Franco pour le défilé de la Victoire qui devait se tenir le 19 mai 1939, pour lequel un tribunal militaire les condamna à mort et ils furent fusillés. D'autres ont été accusés d'avoir participé à l'attaque contre le commandant Isaac Gabaldón, alors qu'il voyageait en voiture près de Talavera de la Reina. Le 4 août 1939, une première cour martiale sommaire s'est tenue à Madrid, au cours de laquelle 65 des 67 accusés ont été condamnés à mort, 63 ont été fusillés le lendemain, dont treize jeunes femmes, certaines mineures, qui seront connues plus tard sous le nom de « Les Treize Roses ».
Matilde Landa fut également arrêtée, ainsi qu'Enrique Sánchez et José Cazorla, dirigeants des JSU, qui avaient formé la première « délégation du comité central », terme utilisé pour désigner la direction communiste clandestine à l'intérieur de l'Espagne. Sánchez et Cazorla furent fusillés le 8 avril 1940, tandis que la peine de Landa fut commuée en 30 ans de prison. Cependant, à la mi-1942, elle ne put plus supporter la pression psychologique exercées part les gardiens et de la direction de la prison de Palma de Majorque et s’est suicidé. La tentative suivante du PCE d'établir une direction dans la clandestinité fut l'œuvre d'Heriberto Quiñones, qui s'était échappé du camp d'Albatera.
Quiñones forma le Comité de l'Intérieur en mai 1941, qui comprenait également Luis Sendín et Julio Vázquez - ce dernier fut arrêté par la police le 16 juillet et remplacé par Realino Fernández López Realinos du Parti Communiste d'Euskadi. À la même époque, à la mi-mai, plusieurs cadres communistes envoyés par la direction du PCE au Mexique arrivèrent à Lisbonne pour prendre en charge l'organisation intérieure. Mais quatre mois plus tard, la police portugaise arrêta le « groupe de Lisbonne » et la police espagnole arrêta le comité de Quiñones avec deux cents autres militants communistes - Quiñones lui-même fut arrêté le 30 décembre 1941, dans la rue Alcalá de Madrid, avec Ángel Garvín, qui avait pris la place de Realinos - précédemment arrêté - à la direction intérieure. Tous les dirigeants de l'intérieur capturés furent condamnés à mort et fusillés, ainsi que les membres du « groupe de Lisbonne », qui avaient été extradés vers l'Espagne, à l'exception de l'un d'eux qui mourut en prison en 1947. La direction du PCE, en exil, a réagi à cet événement en accusant Quiñones de trahison, affirmant qu'il aurait livré ses camarades du « groupe de Lisbonne » aux autorités. À cette accusation très grave s'ajouta celle de « trotskiste » - la pire épithète qu'un communiste pouvait recevoir à l'époque de l'orthodoxie stalinienne.
Après la chute de Quiñones, Jesús Bayón, un ancien collaborateur de ce dernier, a assumé la direction du groupe communiste. Parmi ses membres figuraient également d’autres anciens associés de Quiñones, comme Calixto Pérez Doñoro, qui avaient réussi à éviter les arrestations. En juin 1942, Bayón est remplacé par Jesús Carreras, envoyé par la direction du PCE en France, dont l’influence devient de plus en plus marquante dans l’organisation interne grâce au travail de Jesús Monzón et de son adjoint Gabriel León Trilla. Ces derniers avaient rétabli le PCE dans le Midi français, alors sous le régime de Vichy. Leur publication clandestine, commencée en août 1941, s'intitulait La Reconquista de España. Mais en février 1943, Carreras, trahi par un informateur de la police, fut arrêté à Madrid et torturé, suivi par le reste de la direction nationale à Madrid, y compris Bayón et Pérez Doñoro, et un nombre important de militants communistes actifs, ainsi que la direction de la JSU. Pour la deuxième fois en moins de deux ans, le PCE voit son organisation démantelée à l’intérieur.
Les socialistes ont pris plus de temps à se réorganiser que les anarchistes et les communistes. Le premier groupe à être reconstitué est celui du Pays basque grâce au travail clandestin de Nicolás Redondo Blanco et Ramón Rubial. Dans les Asturies, où la répression est plus forte en raison de la présence accrue de la Garde civile et de l’armée qui combattent le maquis, le premier comité provincial ne se constitue qu’en 1944. À Madrid, un troisième groupe socialiste s’est formé grâce à l’impulsion de Sócrates Gómez (es).

### L'opposition républicaine en exil
Diego Martínez Barrio réussi à unir une grande partie des républicains de gauche en exil – l'Union républicaine, la Gauche républicaine et le Parti républicain fédéral – avec la création de l'Action républicaine espagnole (es) au Mexique. Le premier manifeste, publié le 14 avril 1941 pour le dixième anniversaire de la Seconde République espagnole, appelait les démocraties occidentales à renverser Franco, affirmant que « sans une Espagne libre, une Europe libre ne sera pas possible ». Le propos fondamental sur lequel la proposition de l'ARE différait de celle du socialiste Indalecio Prieto est qu'elle prônait la reconstitution d'un gouvernement républicain visant à se présenter aux alliés comme une alternative à Franco. En revanche, Prieto préconisait la tenue d'un référendum sur la forme de gouvernement afin de rallier le soutien des monarchistes.
Les anarchistes ont également mené à bien leur propre processus d’unification qui a commencé avant la fin de la guerre avec la création en France le 26 février 1939 du Mouvement libertaire, composé de la Confédération nationale du travail (CNT), de la Fédération anarchiste ibérique (FAI) et de la Fédération ibérique des jeunesses libertaires (FIJL). Au printemps 1942, des tensions éclatent au sein du Mouvement libertaire en exil entre la tendance dite des « collaborationnistes » menés par Juan García Oliver et Aurelio Fernández, et celle dite des « apolitiques » qui soutiennent le conseil national basé à Paris, présidé par Germinal Esgleas et Federica Montseny. Lors d’une réunion tenue au Mexique, les premiers ont présenté un document de travail intitulé « Ponencia » mais ont été battus. Ils décidèrent donc de former leur propre organisation, une nouvelle CNT, qui avait le journal CNT comme organe de presse officiel, tandis que l’organe de presse attitré des « anti-collaborationnistes » serait Solidaridad Obrera.
Depuis le pacte germano-soviétique d'août 1939, les communistes s’étaient isolés des autres forces républicaines, considérant la Seconde Guerre mondiale comme une « guerre impérialiste » à laquelle les Espagnols ne devaient pas participer. Ce n’est qu’après l’invasion de l’Union soviétique en juin 1941 qu’ils commencèrent à briser leur isolement en prônant que la guerre mondiale était une guerre d’agression par les nazis afin de « liquider, un par un, tous les pays libres », parmi lesquels les communistes incluaient l’Union soviétique, « afin de réaliser leurs aspirations à l’hégémonie dans le monde ». Comme l’explique un article publié dans Nuestra Bandera (es) avec le titre significatif de « Faisons de toute l’Espagne un grand front contre Franco et Hitler ». En conséquence, le PCE proposa le 1er août 1941 la formation d’une « Union nationale de tous les Espagnols contre Franco, les envahisseurs italo-allemands et les traîtres » qui rassemblerait tous les Espagnols sans distinction, de sorte que l’appel s’adressa également à l’armée monarchiste et à tous les éléments conservateurs qui voulaient se distancer de la politique de Franco.
Le premier fruit de cette nouvelle doctrine fut l'Union démocratique espagnole (UDE), créée au Mexique en février 1942. Elle comprenait le PCE, les secteurs négrinistes du PSOE et de l'UGT, la Gauche républicaine (IR), l'Union républicaine (UR), le Parti républicain fédéral (PRF) et l'Union des rabassaires (ca). Les communistes catalans du PSUC formèrent en mai leur propre organisme, nommée Aliança Nacional de Catalunya (ANC). En septembre 1942, le PCE change de politique et publie un manifeste qui ne mentionne ni le gouvernement de Juan Negrín ni la Constitution de 1931. Il propose plutôt des « élections démocratiques » pour créer une « assemblée constituante » afin d'élaborer une nouvelle constitution garantissant la liberté, l’indépendance et la prospérité de l’Espagne. Selon Hartmut Heine, ce nouveau virage répondait à la politique de Staline qui considére la péninsule ibérique « comme une partie indiscutable de la sphère d’influence de l’Occident, ou plutôt de l’Angleterre ». Juan Negrín répondit en rompant avec les communistes, tout comme les républicains qui s’étaient réfugiés en Grande-Bretagne. En février 1943, l'UDE est dissoute. Pourtant, les socialistes et les républicains « negrinistes » conservent leurs liens avec le PCE, contrairement à Negrín.
À l’initiative de Diego Martínez Barrio, le 20 novembre 1943, la Junte de libération espagnole est présentée au Mexique, composée des socialistes du PRI et des républicains de l’ARE, qui constitue « la première alliance relativement large des forces républicaines en exil » depuis la fin de la guerre civile,. Cependant, la JEL ne rassemble pas toutes les forces antifranquistes en exil, puisque le PCE et les socialistes et républicains « négrinistes » en ont été exclus.
De son côté, le PCE soutient l’Union nationale espagnole, qui cherche à englober toutes les forces antifranquistes, républicaines et monarchistes. A l’été 1944, la libération de la France  conduit l’UNE à considérer que le moment est venu de lancer l’invasion de l’Espagne puisque les Allemands ont abandonné les postes frontières et ont été remplacés par des membres de la Gendarmerie Nationale. La stratégie de Jesús Monzón visait à attaquer les défenses des Pyrénées pour établir des têtes de pont et inciter à une insurrection populaire en Espagne. Elle est désignée sous le nom Operación Reconquista de España. Les 9 000 membres espagnols du maquis français, intégrés depuis mai 1944 au sein de l’ Agrupación de Guerrilleros Españoles (AGE), sont appelés à y participer.
L’opération commence entre le 3 et le 7 octobre avec l’invasion de la vallée de Roncal. Une semaine plus tard, elle est suivie par une incursion entre Hendaye et Saint-Jean-Pied-de-Port, au Pays basque. Dans les deux cas, les guérilleros rencontrent une résistance significative et se retirent après quelques jours. Le 17 octobre, une attaque majeure sur le Val d’Aran est lancée par une force de 3 000 à 4 000 guérilleros sous le commandement de Vicente López Tovar. Cependant, ces derniers sont contraints de battre en retraite. Seul un petit nombre parmi eux réussissent à échapper à l'encerclement et à s'intégrer aux groupes de maquis opérant à l'intérieur de l'Espagne.
Le bureau politique du PCE blâma Jesús Monzón pour le désastre et ordonna la dissolution de l’UNE, qui fut officialisée le 25 juin 1945. Monzón, craignant pour sa vie, désobéit à l’ordre péremptoire de retourner en France et erra à travers l’intérieur de l’Espagne jusqu’à ce qu’il soit arrêté et condamné à trente ans de prison. Son plus proche collaborateur, Gabriel León Trilla, est assassiné à Madrid le 6 septembre 1945 par des agents communistes sur ordre de la direction du PCE. Le même sort est réservé à deux autres cadres « moussonistes » : Alberto Pérez Ayala est assassiné à Madrid le 15 octobre 1945 ; Père Canals dès avoir a franchi la frontière française.
En octobre 1944, un accord entre libertaires, anarchistes et républicains mène à la formation de l'Alliance nationale des forces démocratiques (ANFD), visant à établir un gouvernement provisoire pour restaurer les libertés démocratiques et organiser des élections générales. L'alliance était prête à pactiser avec les monarchistes sans condition pour la restauration de la République. Ainsi, au cours des derniers mois de 1944, les trois membres du comité national de l’ANFD maintinrent des contacts avec les généraux monarchistes Aranda, Kindelán, Saliquet et  Alphonse d'Orléans. Tous estimaient que le régime franquiste ne survivrait pas à la défaite des puissances de l’Axe. Cependant, les pourparlers échouèrent rapidement car les généraux exigeaient la restauration de la monarchie sans gouvernement provisoire ni référendum. L'échec final résulte principalement des arrestations effectuées par la police franquiste fin 1944 et début 1945, emprisonnant les dirigeants de l'ANFD, du mouvement libertaire et du PSOE, ainsi que des politiciens monarchistes en contact avec eux.
En janvier 1945, Martínez Barrio annonça au Mexique la première réunion des Cortes de la République depuis la fin de la guerre civile, afin de créer un Conseil national de la République espagnole . 72 personnes y assistèrent, sur les 205 qui vécurent en exil (104 résidaient en Espagne, et 88 étaient morts à la guerre, 60 exécutés par les nationalistes et 28 par les républicains). Les socialistes « Prietiste » font remarquer qu'il n'y avait pas suffisamment de quorum pour valider la réunion – ils ont refusé de compter les 49 députés qui n'avaient pas pu y assister mais qui s'étaient joints par écrit – de sorte que la création du Conseil national de la République espagnole n'a pas pu être approuvée et que la prochaine réunion prévue a été reportée sine die.
Lors de la conférence de Yalta, qui s'est tenue du 4 au 11 février 1945, il n'existait pas de gouvernement provisoire républicain en Espagne. Dans ce contexte, les trois grands (l'Union soviétique, les États-Unis et la Grande-Bretagne) se sont accordés sur le principe que « tous les pays libérés et ceux ayant évolué dans l'orbite du nazisme élisent librement leurs gouvernements par le biais d'élections libres ». Cet accord constituait une menace directe pour le régime franquiste. À la suite de cette décision, la Junta Española de Liberación a publié un manifeste le 14 février, appelant les alliés à « supprimer l'obstacle de la dictature franquiste » afin de permettre à l'Espagne de rejoindre les Nations unies.
Le 10 mars 1945, le président Roosevelt informa son ambassadeur à Madrid, Norman Armour, que « notre victoire sur l'Allemagne conduira à l'extermination du nazisme et des idéologies qui y sont liées », ajoutant qu'« il n'y a pas de place aux Nations Unies pour un gouvernement fondé sur les principes du fascisme ». Armour communiqua immédiatement ces informations au ministre espagnol des Affaires étrangères.
Le régime franquiste n'a pas été invité à la conférence de San Francisco, celle-ci ayant conduit à la création de l’ONU. À cette conférence, des observateurs politiques républicains en exil ont été invités. Le 19 juin, la Conférence adopte une résolution, proposée par le délégué mexicain avec le soutien des délégués français et américains, condamnant tous les régimes établis grâce au soutien de l’Allemagne nazie et de l’Italie fasciste, se référant ainsi à la dictature franquiste.

### L'opposition monarchiste
Après la résolution de la crise de mai 1941 (es), l'aile monarchiste de l’armée pressa Franco de céder sa place à la monarchie. En juillet, ils formèrent une junte dirigée par le général Luis Orgaz, bien que le général Aranda en fût le cerveau,. Parmi les conspirateurs, incluant des politiciens comme Pedro Sainz Rodríguez, il y avait des désaccords sur la composition du gouvernement provisoire – dominante militaire selon Aranda ou civil selon Sainz Rodríguez – et ses objectifs, avec Aranda voulant dissoudre la Phalange et Sainz Rodríguez soutenant la restauration immédiate de la monarchie.
Lors de la réunion du 22 novembre, l'idée de former un gouvernement provisoire pour restaurer la monarchie fut abandonnée. Renverser Franco étant nécessaire, plusieurs généraux et le soutien britannique se retirèrent, affaiblissant ainsi la conspiration.
En décembre 1941, après la tentative infructueuse de l'Allemagne pour prendre Moscou et l'entrée en guerre des États-Unis en raison de l'attaque japonaise sur Pearl Harbor – applaudie par le gouvernement espagnol en envoyant un télégramme de félicitation à Tokyo – les généraux monarchistes exercèrent de nouveau des pressions sur Franco lors de la réunion du Conseil de l'armée tenue le 15. Le 26 janvier 1942, le général Kindelán prononça un discours à la Capitainerie générale de Barcelone demandant à Franco de restaurer la monarchie comme moyen d'obtenir la « conciliation et la solidarité » nécessaires « entre les Espagnols ». Franco ne réagit pas immédiatement et préféra attendre. En juin 1942, il prend des mesures et demande à Sainz Rodríguez et Eugenio Vegas Latapié, les deux leaders civils de la conspiration, de quitter le pays.
Le 11 novembre 1942, peu après le débarquement allié d'Afrique du Nord, Juan de Bourbon, héritier légitime de la couronne d’Espagne, exprime publiquement son désir de monter sur le trône et commence à se distancier du régime franquiste. Cette déclaration, connue sous le nom de Manifeste de Genève (es), marque un tournant dans sa relation avec Franco. Les affinités idéologiques avec Acción Española ayant été abandonnées, c'est un homme aspirant à être le roi de tous les Espagnols, sans distinction, qui s'exprime. Il considère que sa mission principale est de réconcilier la nation en éliminant les causes de sa division .
Le jour même de la parution du « Manifeste de Genève », le général Kindelán rencontra Franco à Madrid pour lui demander en son nom et au nom du reste des généraux monarchistes (Gómez Jordana, Dávila, Aranda, Orgaz, Vigón et Varela) de proclamer la monarchie et de se déclarer régent. Franco répondit de manière sournoise en niant tout engagement formel avec l’Axe, affirmant qu’il détestait sa position actuelle et souhaite que don Juan lui succède. Deux mois plus tard, il destitua le général Kindelán de son poste et le nomma directeur de l’École supérieure de l’armée sans commandement direct sur les troupes. Il est remplacé par le général Phalangiste Moscardó.
Au printemps 1943, un premier échantillon de la campagne semi-clandestine en faveur de don Juan fut observé. Des tracts, ressemblant à des cartes postales, apparurent à Madrid avec une photo et la biographie du prétendant, ainsi qu’un extrait de l’un de ses discours. À la même époque, un comité monarchiste fut formé, comprenant Alfonso García Valdecasas (es), Germiniano Carrascal, Joan Ventosa i Calvell, Manuel González Hontoria (es) et José María Oriol (es), représentant le secteur de la Communion traditionaliste. Ce comité est dirigé par le comte de Rodezno.
Le 15 juin 1943, 27 procureurs des Cortes franquistes écrivent à Franco pour l’encourager la restauration de la monarchie. En réponse, Franco les destitue de leurs postes officiels et fait arrêter le marquis d’Eliseda, initiateur de la lettre. Francisco Moreno Zulueta, considéré comme l'auteur matériel, est exilé sur l’île de La Palma.
La chute de Mussolini le 25 juillet 1943 et l'armistice entre l'Italie et les forces alliées le 3 septembre relancent la cause monarchiste. Le 2 août, Don Juan envoie un télégramme à Franco, l'exhortant à céder le pouvoir. Franco répond par une menace à peine voilée :

« Le sérieux de votre télégramme conseille, au service de la Patrie, la plus grande discrétion de la part du Prince, en évitant tout acte ou manifestation qui pourrait tendre à porter atteinte au prestige et à l’autorité du Régime espagnol à l’étranger, et à l’unité du peuple espagnol à l’intérieur, ce qui entraînerait de graves dommages à la Monarchie et en particulier à Votre Altesse. »

Le 8 septembre 1943 marque un moment crucial pour le général Franco. Ce jour-là, il a reçu une lettre signée par huit des douze lieutenants généraux — Luis Orgaz Yoldi, Fidel Dávila Arrondo, José Enrique Varela, José Solchaga, Alfredo Kindelán, Andrés Saliquet, Miguel Ponte et José Monasterio. Dans cette missive, rédigée avec grand soin et respect et signée par « d’anciens compagnons d’armes et des subordonnés respectueux », ils lui suggéraient d'envisager la restauration de la monarchie. Il est à noter que ce fut la seule occasion en 39 ans de pouvoir où la plupart des généraux ont demandé à Franco de se retirer de ses fonctions. Il lui a été donné par le général Asensio, bien que l’idée initiale ait été que la demande soit présentée en personne par le général Luis Orgaz Yoldi le mois précédent lors d’une visite au Pazo de Meirás. Franco n’a pas fait de concession et a attendu tout en plaçant des officiers militaires fidèles à des postes clés. Lorsqu’il s’adressa individuellement aux lieutenants généraux, seuls Kindelán, Orgaz et Ponte maintinrent leur position, tandis que les autres hésitaient, et le général Saliquet déclara même qu’il avait été contraint de signer. « À la mi-octobre 1943, la tempête était passée. ».
En mars 1944, un grand nombre de professeurs d’université écrivirent au « Roi » Juan de Borbón : « Dans la monarchie et en la personne de Votre Majesté, est notre espoir d’un régime stable ». La réponse de Franco a été d’ordonner le bannissement de quatre des signataires, professeurs à l’université de Madrid : Julio Palacios, Alfonso García Valdecasas, Jesús Pabón et Juan José López Ibor.
Après près d'un an sans déclaration, don Juan publie, le 19 mars 1945, le Manifeste de Lausanne dans lequel il se distancie du franquisme. Il y déclare que le régime franquiste « est fondamentalement incompatible avec les circonstances actuelles qu’il est en train de créer dans le monde », c’est-à-dire avec la victoire des Alliés, et demande donc à Franco de céder la place à la « monarchie traditionnelle » car elle seule « peut être un instrument de paix et de concorde pour réconcilier les Espagnols ».
Le manifeste a été réduit au silence par la presse et la radio espagnoles, bien qu’il ait été diffusé par la BBC. Le 25 mars, Don Juan demanda à ses partisans de démissionner de leurs postes, mais seuls deux d’entre eux le firent : le duc d’Albe, qui démissionna de son poste d’ambassadeur à Londres et dont Franco commenta qu’il « ne veut rien de plus que de subvenir à ses besoins à perpétuité ; Il est fier et s’aime trop. Il sait tout et fait confiance au jeu international imprudemment" ; et le général Alphonse d’Orléans, duc de Séville, qui démissionne de son poste d’inspecteur de l’armée de l’air,. La réaction du général Franco a été immédiate. Il bannit le général d’Orléans dans la propriété qu’il possédait à Cadix et envoya deux émissaires, les catholiques Alberto Martín-Artajo et Joaquín Ruiz-Giménez Cortés, pour communiquer à Don Juan le soutien total de l’armée, de l’Église, et de la majorité des monarchistes au régime franquiste. Le 20 mars, il convoqua le Conseil supérieur de l’armée, qui se réunit pendant trois jours et rejeta la demande de Kindelán sur la restauration de la monarchie : « Tant que je vivrai, je ne serai jamais une reine mère », lui dit-il.

## L'opposition de 1945 à 1950

### Le maquis
Lors de la conférence de Potsdam, les trois grands (Staline, Truman et Churchill – remplacé par Attlee) ont convenu de ne pas soutenir « toute demande d’adhésion à l’ONU de l’actuel gouvernement espagnol, qui, ayant été établi avec le soutien des puissances de l’Axe, ne possède pas, en raison de ses origines, de sa nature, de son histoire et de son association étroite avec les pays agresseurs, les qualités nécessaires pour justifier un tel aveu » – suscita d’énormes attentes parmi l’opposition républicaine en exil et à l’intérieur, ce qui se traduisit, entre autres, par une augmentation de l’activité du « maquis » .
Pour faire face à l’activité de guérilla, le régime a établi des contrôles aux personnes et, en avril 1947, la loi sur le banditisme et le terrorisme (es) a été promulguée, dont le préambule indiquait qu’il entendait utiliser des « mesures spéciales de répression » pour combattre « l’espèce criminelle la plus grave de toute situation d’après-guerre, conséquence du relâchement des liens moraux et de l’exaltation des pulsions de cruauté et d’agressivité des gens criminels et inadaptés. Les articles établissaient les cas dans lesquels la peine de mort serait appliquée aux « malfaiteurs » – ou « bandits » – ce qui incluait non seulement le fait d’avoir tué quelqu’un, mais aussi de manier « une arme de guerre » ou de cacher  « des voyageurs dans des zones inhabitées» .
Les guérilleros et les unités de l’armée et de la garde civile qui les ont combattus ont eu recours à des représailles, « frappant fréquemment une population civile terrifiée ». « Un guérillero capturé avait peu de chances de rester en vie », pas plus qu’un « maire de village ou un prisonnier franquiste notoire dans une incursion de guérilla » . D’autre part, le régime franquiste a utilisé l’activité de guérilla comme « preuve » que la guerre civile se poursuivait . Ainsi, dans un rapport d’octobre 1946, Luis Carrero Blanco, le bras droit de Franco, recommande l’utilisation de « Tous les moyens dont disposent le Gouvernement et le Mouvement partent du principe qu'il est moral et légal d'imposer la terreur lorsqu'elle est fondée sur la justice et qu'elle arrête un mal plus grand. (…) L'action directe de coups et de punitions, sans recourir à de graves effusions de sang, est recommandable contre les agitateurs naïfs qui, sans être des agents du communisme, jouent son jeu .

### Derniers sursauts républicains
Alors que l’activité du maquis s’intensifiait, une session spéciale des Cortes républicaines du Mexique s’est tenue en août 1945 au cours de laquelle Diego Martínez Barrio a été élu président de la Seconde République espagnole en exil et un gouvernement présidé par José Giral a été nommé, dont les négrinistes et les communistes ont été exclus en principe. Cependant, le gouvernement républicain n’a été reconnu par aucune des puissances victorieuses ni par l’ONU – il n’a été reconnu que par les pays d’Europe de l’Est sous l’orbite soviétique et par le Mexique, le Venezuela, le Panama et le Guatemala – de sorte que José Giral finira par présenter sa démission en février 1947 – deux mois après la déclaration de condamnation du franquisme par l’ONU en décembre 1946 où aucune mention du gouvernement républicain en exil n’a été faite. Une autre raison de sa démission résidait dans le fait que Giral s'opposait aux négociations menées par le socialiste Indalecio Prieto avec José María Gil Robles au nom des monarchistes
Pour cette dernière raison, l’opposition républicaine était divisée entre ceux qui étaient en faveur d’une alliance avec les monarchistes et de l’acceptation d’un référendum sur la forme de l’État (es), et ceux qui continuaient à défendre la légitimité républicaine. Une autre raison de la confrontation résidait dans la stratégie à adopter : poursuivre la lutte de guérilla comme phase préliminaire à une insurrection populaire, ce qui était la théorie de la CNT, du PSOE et du PCE, ou privilégier la lutte diplomatique pour inciter les grandes puissances et l'ONU à intervenir, une approche soutenue par les nationalistes basques et catalans ainsi que les partis républicains centriste.

### L'offensive des monarchistes
Les monarchistes intensifièrent également leurs activités après le Manifeste de Lausanne rendu public par Don Juan de Bourbon le 19 mars 1945. Cependant, la rupture avec le régime franquiste ne fut pas totale car en août Eugenio Vegas Latapié, représentant Don Juan, se rendit incognito à Madrid où il rencontra Luis Carrero Blanco, l'homme de confiance du Caudillo, bien qu'aucun accord ne sortît de cette rencontre. Le problème qui se posait à  Juan de Bourbon était que l'opposition monarchiste, bien qu’existante, n’était pas unie et inorganisée. Que l'armée soutînt fermement Franco et que parmi les monarchistes il existait une tendance « collaborationnistes » avec le régime. De plus les tentatives de discussion avec l’opposition républicaine révulsaient ses monarchiste « collaborationniste ». Malgré tout, la pression monarchique s'accrut lorsqu'en février 1946, Don Juan déplaça sa résidence officielle de Lausanne à Estoril (près de Lisbonne) où il reçut une lettre de bienvenue signée par 458 membres de l'élite espagnole, dont deux anciens ministres, ce qui suscita une profonde inquiétude chez Franco - « c'est une déclaration de guerre », dit-il - qui finit par interrompre ses discussions Juan de Bourbon, .
En mars 1947, la Loi de succession du chef de l'État (la cinquième « loi fondamentale » du régime franquiste) est promulguée. L'article 2 de cette loi accordait à Franco le titre de « chef d'État, Caudillo d'Espagne et de la Croisade, généralissime des armées» à vie, et l'article 6 lui donne le droit de désigner son successeur « à titre de roi ou de régent » et avec plein pouvoir de révoquer « à tout moment » sa décision Ainsi, la monarchie ne serait pas restaurée mais suspendu, jusqu'à que Franco décide de choisir son successeur « en [une sorte] marionnette du dictateur et de ses héritiers politiques » .
Le contenu de la Loi de Succession était connu de Juan de Bourbon avant que le projet ne soit rendu public grâce à l'entretien qu'il eut avec l'envoyé de Franco, Luis Carrero Blanco. Face à l’absence de mention des droits de succession de Don Juan, ce dernier répondit rapidement avec le Manifeste d'Estoril du 7 avril 1947. Il rejeta la Loi et défendit ses droits héréditaires au trône. Ce message ne fut pas publié en Espagne, où la presse lança une campagne contre « le prétendant » . Le Manifeste d'Estoril dénonça la loi comme cherchant à « transformer une dictature personnelle en viagère » et de déguiser « sous le manteau glorieux de la monarchie, un régime de pur arbitraire gouvernemental », et affirma le « principe suprême de légitimité » qui échoit à Don Juan et « les droits imprescriptibles de souveraineté que la providence de Dieu a voulu réunir » en lui. Don Juan se montra alors « disposé à faciliter tout ce qui assurerait le transfert normal et inconditionnel des pouvoirs » .
Afin de rechercher la légitimité « démocratique » du régime, la loi fut approuvée par les Cortes le 7 juin, puis soumise à un référendum le 6 juillet 1947. Ce scrutin a été marqué par une forte participation et un vote affirmatif de 93 % des électeurs, résultat obtenu grâce à l'utilisation exclusive de la propagande officielle et d'autres mesures de pression telles que l'exigence de présentation des Ticket de rationnement tamponné, comme forme d'identification électorale,.

### Le reflux de l'opposition
L’éclatement de la guerre froide  renforce la position du général Franco en donnant à l'Espagne une valeur stratégique pour le bloc occidental contre une éventuelle attaque soviétique.
En novembre 1947, les États-Unis réussissent à empêcher une nouvelle condamnation du régime franquiste et l'imposition de nouvelles sanctions à l'ONU. Quatre mois plus tard, la France rouvre sa frontière avec l'Espagne et, entre mai et juin 1948, des accords commerciaux et financiers sont conclus avec la France et la Grande-Bretagne. Au début de l’année 1949, le régime franquiste reçoit le premier prêt accordé par une banque américaine avec l’approbation de son gouvernement – d’une valeur de 25 millions de dollars. Enfin, Le président de la commission des forces armées du Sénat américain ce rend pour la première fois en Espagne.
Le processus de « réhabilitation » de la dictature franquiste s’est officiellement achevé en 1950, après le déclenchement de la guerre de Corée en juin de la même année, la première confrontation majeure de la « guerre froide ». Le 4 novembre, l’Assemblée générale de l’ONU révoque à une large majorité -grâce au soutien des États-Unis et à l’abstention française et britannique- la résolution condamnant le régime franquiste de décembre 1946. Ainsi, dans les mois qui ont suivi, les ambassadeurs occidentaux sont retournés à Madrid et l’entrée de l’Espagne dans les organisations internationales spécialisées de l’ONU a été approuvée.
La réhabilitation internationale du régime franquiste et l’approbation de la loi de succession par référendum affaiblirent l’option monarchique. Juan de Bourbon changea alors de stratégie et rencontra Franco le 25 août 1948, sur son yacht l’Azor, ancré dans le golfe de Gascogne. L’entretient avait été promue par les monarchistes collaborationnistes, tels que le duc de Sotomayor et Julio Danvila, et le général était accompagné de l’infant Jaime de Borbón, le frère aîné de Don Juan, « comme un rappel qu’il y existe des remplaçant dans la lutte pour la restauration de la monarchie » . Au cours de cette entrevu, il fut convenu que son fils, Juan Carlos de Borbón, serait éduqué en Espagne sous la tutelle de Franco. Le prince arriva en Espagne le 7 novembre, à l’âge de 10 ans
L’accord -uniquement verbal-conclu entre Franco et Juan de Bourbon, entraine une reconnaissance implicite du régime franquiste, rend caduc le pacte qui devait se formalisé à Saint-Jean-de-Luz trois jours plus tard entre José María Gil Robles, représentant les monarchistes juanistes non collaborationnistes de la Confédération des forces monarchiques, et Indalecio Prieto , représentant une partie de l’opposition républicaine, au sein de laquelle il était convenu de lutter ensemble pour renverser la dictature franquiste, après quoi un gouvernement provisoire serait formé, convoquerait un plébiscite pour décider du « régime politique définitif », république ou monarchie. Les pourparlers avaient commencé sous les auspices du gouvernement travailliste britannique, en particulier d’Ernest Bevin, secrétaire au Foreign Office, qui avait réuni Gil Robles et Prieto à Londres le 17 octobre 1946 pour promouvoir la transition vers la démocratie en Espagne. Peu après le fiasco de l’accord de Saint-Jean-de-Luz, Indalecio Prieto démissionne de son poste de président du PSOE – « Mon échec est complet », reconnaît-il – et est remplacé par Rodolfo Llopis. En juillet 1951, Don Juan écrit une lettre à Franco dans laquelle il rejette la collaboration des monarchistes avec les socialistes et dans laquelle il dit : « Mettons-nous d’accord pour préparer un régime stable ». Franco ignore totalement cette proposition.
L'opposition républicaine, face à la reconnaissance internationale du régime franquiste, a perdu ses arguments, ce qui a entraîné un déclin de l'activité de guérilla. Les communistes arrête complètement le mouvement de guérilla en 1952, tandis que les anarchistes eux continuèrent des actions ponctuelles jusqu'en 1963.
Fin 1948, Franco sait que son pouvoir était assuré : l'opposition monarchiste apprivoisée, les guérillas vaincues, les républicains exilés ou neutralisés, et l'isolement international de son régime levé. Le 7 avril 1948, le régime franquiste mit fin à l'état de guerre instauré depuis la guerre civile, bien que les tribunaux militaires continuèrent à traiter les crimes politiques selon la loi sur le banditisme et le terrorisme de l'année précédente.

## Les années noires de l'opposition (1950-1960)

### La traversé du désert
Dans les années 1950, l’opposition antifranquiste interne et exilée traverse une période de faiblesse et d’isolement. Sous l’effet conjugué de l’évolution internationale et de l’ambiguïté de l’attitude de Don Juan, le PSOE se retrouve privé de la base de sa stratégie contre la dictature. Cette situation conduit le parti socialiste à une impasse politique, dont il ne sortira qu’au début des années 1970. De plus, le PSOE subit une répression sévère qui démantèle à plusieurs reprises son organisation clandestine en Espagne. En 1953, le Comité national de l’intérieur de la CNT, dirigé par Manuel Vallejo, a été arrêté. La même année, Tomás Centeno du PSOE a été arrêté et est mort lors d’interrogatoires. Joan Comorera du PSUC a été arrêté en 1954 et condamné à trente ans de prison, où il est mort en 1958. Le socialiste Antonio Amat Guridi, successeur de Centeno, a également été arrêté et emprisonné en 1958.
A signaler qu’en 1951, une importante protestation ouvrière a eu lieu à Barcelone en raison des conditions de travail difficiles et de la hausse des prix (es). Le boycott du prix des billets de tramway, débuté le 1er mars, a conduit à l'annulation de la mesure. Ce succès a déclenché une grève dans la zone industrielle contre l'augmentation du coût de la vie. Initialement faible, la réaction de la police s'est renforcée les jours suivants, jusqu'à ce que les ouvriers reprennent leur travail. Des manifestations et des grèves ont également eu lieu dans d’autres villes, notamment Saragosse, Bilbao, Pampelune et Madrid.
De son côté, Don Juan de Borbón poursuit son rapprochement avec le franquisme, rencontrant secrètement le général Franco dans un domaine d’Estrémadure appartenant au comte de Ruiseñada à la fin de 1954. Mais ces entrevues se limites aux questions d'éducations du jeune Juan Carlos. Aucuns sujet politique ne fut aborder, au dam du comte de Barcelone et à la satisfaction de Franco.

### 1956, le tournant
Le 9 février 1956, des incidents violents éclatent à l’Université de Madrid lors d’un affrontement entre des étudiants réclamant des élections libres au sein du Syndicat espagnol universitaire (SEU) et un groupe de phalangistes, venus de la cérémonie annuelle de la « Journée de l’étudiant tombé ». Un étudiant phalangiste est alors grièvement blessé par balle au cou – selon certaines sources, le tir aurait pu provenir de ses propres camarades armés [citation nécessaire]. La crise s’amplifie rapidement, alimentée par des rumeurs d’une action violente imminente des phalangistes. En réponse, la police procède à l’arrestation des organisateurs de l’assemblée étudiante, parmi lesquels figurent, à la surprise générale, d’anciens phalangistes et des enfants de hauts responsables du régime
Cette crise - la première depuis 1942- pousse Franco à agir rapidement. Le 11 février, il  suspend les articles 14 et 18 du Fuero de los Españoles et ferma l’Université de Madrid. Le 16 février, Joaquín Ruiz Giménez, ministre de l’Éducation, et Raimundo Fernández-Cuesta, ministre-secrétaire général du Mouvement, ont été limogés
Les événements de février 1956 ont montré qu’après 15 ans, le régime franquiste perdait le contrôle de la jeunesse dans les universités les plus importantes, où il avait jusque-là eu un soutien limité ou, du moins, aucune résistance, et constituait le premier aperçu d’un renouveau d’une opposition interne, qui ne venait pas de la République. Mais d’une nouvelle génération qui avait grandi sous le régime dans les années 50, et qui a commencé à s’organiser en tant qu’opposition à la dictature franquiste quel que soit le domaine dans lequel eux-mêmes ou leurs parents avaient été actifs pendant la guerre civile. Ainsi, les événements de 1956 est considéré comme un tournant dans l’émergence d’une opposition interne.
Les communistes sont les premiers à saisir ce fait nouveau et, avant tout autre parti, l’ont consacré comme stratégie officielle.
Ainsi, lors de la session plénière du Comité central du PCE qui s’est tenue à Prague en août 1956 le parti adopte la politique de réconciliation nationale, visant à unir toutes les forces antifranquistes, indépendamment de leur passé durant la guerre civile. Plus tard, à l’automne 1956, le PCE soutiendra publiquement l’intervention soviétique en Hongrie.
Cependant, la surévaluation  du mécontentement populaire et la signification des dissensions interne au régime, pousse les dirigeants communistes à faire une analyse erroné de la situation politique : « Une grève, ou qu’elle commence, s’étendre rapidement à tous les centres et pourrait créer une situation révolutionnaire dans le pays » déclare Santiago Carrillo.
Cette erreur d’analyse va conduire le PCE à prendre un certain nombre d’initiative qui s’avéreront autant d’échecs cuisant. Le PCE organise le 5 mai 1958 une « journée de réconciliation nationale », qui rencontre peu d’écho : aucun autre parti ne s’y associe et la consigne de boycott des commerces et des transports reste sans effet. Face à cet échec, le PCE lance l’idée d’une grève nationale pacifique (Huelga Nacional Pacífica, HNP), dont la proclamation sera régulièrement reportée. Un appel à la grève générale pacifique est finalement lancé pour le 18 juin 1959. Cette initiative, précédée de contacts avec d’autres groupes d’opposition, n’est pas suivie, la plupart refusant de s’y associer et renvoyant dos à dos totalitarisme communiste et fasciste.
De toute évidence, le PCE surestimait la combativité de la classe ouvrière et sa capacité de mobilisation. Il se retrouve désormais isolé au sein de l'opposition. Prenant la mesure de son isolement , le PCE  privilégie le noyautage du syndicat verticaux et prendre le contrôle des commissions ouvrières qui se sont développés spontanément depuis 1958.

## Les années 60
Les changements sociaux induits par la forte croissance économique de la « décennie prodigieuse » ravivent d’anciens conflits et en font émerger de nouveaux, qui déborde progressivement les cadres établis par le régime franquiste, incapable de s’adapter aux nouvelles réalités. Dans ce contexte, l’opposition connait une résurgence, croissant « à la fois en nombre de militants et en capacité de mobilisation » bien qu’elle « n’ait jamais posé de défi, ou plutôt d’alternative, soutenue par tous les citoyens, à la dictature ».

### Renaissance du mouvement ouvrier
A l’aube des années 1960, le régime doit faire face à la résurgence du mouvement ouvrier, amorcée par la  grève des mineurs des Asturies en 1962. Cette mobilisation entraîne une politisation croissante, exacerbée par la répression policière persistante et le refus des autorités de légaliser le droit de grève, de manifestation et de syndicats libre. L’Organisation syndicale espagnole (OSE, ou « syndicat vertical ») reste alors le seul syndicat autorisé, avec une adhésion obligatoire pour tous les travailleurs.
Ce nouveau mouvement ouvrier s’est formé autour des Commissions ouvrières qui ont surgi spontanément pour négocier des conventions collectives directement avec le patronat en dehors du syndicat vertical , et qui ont ensuite mis en place tout un mouvement politico-syndical, qui allait profiter des élections syndicales officielles de 1966 pour se réconcilier et s’assurer des « membres assermentés » pour s’étendre et se consolider. Le régime franquiste finit par les interdire l’année suivante car ils étaient considérés comme « des filiales du Parti communiste d’Espagne ». Les syndicats historiques (UGT, CNT, ELA-STV) n’ont été réorganisés que lentement tout au long de la décennie.

### Le mouvement étudiant
Un deuxième front auquel le régime a dû faire face sont les protestations étudiantes à l’Université qui se sont étendues tout au long de la décennie et ont été la preuve de l’échec culturel et idéologique du franquisme. « La réponse du régime à cette dissidence a été une répression croissante (sanctions, expulsions, détentions, tortures, fermetures de facultés et d’universités...) ce qui a éloigné encore plus la jeunesse du franquisme". Les mobilisations universitaires de 1965, soutenu par plussieurs professeurs, parmi lesquels José Luis López Aranguren (es), Enrique Tierno Galván et Agustín García Calvo – tous trois expulsés de l’Université de Madrid pour cette raison – conduit à la dissolution du Sindicato Español Universitario, déjà fortement affaiblie par  les événements de 1956. Cette disparition favorise la naissance de nouveaux groupes d’étudiants libres et ouvertement anti-franquistes, dont le plus influent à Madrid et à Barcelone fut l’Union démocratique des étudiants universitaires. Dans le sillage du Mai 68 français, les grève étudiantes de 1969  conduit à la proclamation de l’état d’urgence dans toute l’Espagne pendant deux mois,».

### Désengagement de l’Église
Le domaine qui a causé le plus de confusion chez Franco et dans son régime a été l'opposition des secteurs catholiques au franquisme, en raison d'un changement générationnel dans le clergé et les fidèles espagnols, ainsi que de la nouvelle orientation du Concile Vatican II. Cependant, les deux premiers conflits, eurent lieux peu avant son ouverture. La première a eu lieu au Pays basque en 1961, lorsque 339 prêtres ont censuré leurs évêques pour avoir collaboré avec un régime qui réprimait les « caractéristiques ethniques, linguistiques et sociales » basques. L’année suivante, l’archevêque de Milan – le futur Paul VI – envoya un télégramme à Franco demandant la clémence pour un étudiant anarchiste catalan, Jordi Conill, accusé d’avoir placé des bombes dans des bâtiments officiels et dont le procureur demandait la peine de mort – il sera finalement condamné à trente ans de prison – ce qui motiva les protestations des étudiants phalangistes de la SEU au cri de « Sofía Loren, SÍ; Montini, NO».
En novembre 1963, l’abbé du monastère de Montserrat, Aureli Maria Escarré, dénonce dans une interview au journal français Le Monde le manque de libertés en Espagne – à propos de la campagne des XXVes ans de paix : « Nous n’avons pas 25 ans de paix derrière nous, mais seulement 25 ans de victoire. Les vainqueurs, y compris l’Église, qui a été contrainte de se battre aux côtés de ces derniers, n’ont rien fait pour mettre fin à cette division entre vainqueurs et vaincus. Il s’agit là de l’un des échecs les plus regrettables d’un régime qui se prétend catholique, mais dans lequel l’État n’obéit pas aux principes fondamentaux du christianisme » ,  ce qui le contraint à s’exiler hors du pays. Dès lors, de nombreux catholiques progressistes – et aussi des prêtres – ont participé aux manifestations ouvrières et étudiantes, en plus de servir les églises comme centres de rencontres, profitant de l’immunité dont elles bénéficiaient grâce au Concordat de 1953. À la suite de ces activités d’opposition, une centaine de prêtres et de frères sont passés par la prison concordatique de Zamora entre 1968 et 1975. En 1967, dans un sondage envoyé par lettre par la hiérarchie ecclésiastique à plus de 20 000 prêtres, 80 % d’entre eux ont répondu qu’ils soutenaient une séparation claire de l’Église et de l’État, conformément aux nouvelles directives du Concile Vatican II.

### Résurgence du nationalisme Basque et Catalans
Des revendications culturelles et politiques ont également refait surface en Catalogne et au Pays basque. L’acte de protestation qui est généralement présenté comme le début de la renaissance du nationalisme catalan a été les événements du Palau de la Música qui ont eu lieu en mai 1960 lors d’un concert auquel ont assisté plusieurs ministres et au cours duquel une grande partie du public a chanté un hymne patriotique catalan – qui a été interdit à la suite de cet événement, le jeune étudiant Jordi Pujol a été arrêté. leader du groupe Cristians Catalans, qui a été condamné à sept ans de prison pour cela. L’année suivante voit le jour la première organisation culturelle catalaniste, Òmnium Cultural. À partir de ce moment, le soutien au catalanisme politique et culturel s’est accru et en 1964, le premier appel depuis la guerre civile à célébrer la « fête nationale » (illégale) du 11 septembre a eu lieu.
Le renouveau du nationalisme basque est également le fait de jeunes générations, souvent issues de milieux catholiques, qui rejettent le conformisme de leurs aînés du PNV et du gouvernement basque en exil (es). C’est dans ce contexte qu’est fondée, en juillet 1959, l’ETA (Euskadi Ta Askatasuna, « Patrie basque et liberté »), qui se définit en 1962 comme un « mouvement révolutionnaire de libération nationale », influencé par les luttes anticoloniales en Asie, en Afrique et en Amérique latine.
Certaines sources indiquent que sa première victime a été une fillette de vingt-deux mois décédés en juin 1960 à la suite de l’explosion de la bombe qui avait été placée dans une gare d’Amara, à Saint-Sébastien,,. À l’époque, les attaques ont été attribuées au groupe antifasciste DRIL (es), qui les a revendiquées. Cependant, quarante ans plus tard, l’ancien ministre Ernest Lluch a attribué l’attaque à l’ETA, dans ce qui aurait été le premier meurtre de l'organisation. Cette hypothèse est critiquée comme non fondée par Francisco Letamendia et d’autres auteurs, qui soutiennent que, selon les mémoires de Soutomayor, il aurait lui-même reconnu et regretté l’attaque,,.
Quoi qu’il en soit, l’année suivante, l’ETA a tenté en vain de faire dérailler un train transportant des ex-combattants franquistes de la guerre civile et en 1965, ils ont perpétré le premier vol pour se procurer des fonds. En juin 1968, un garde civil arrêta une voiture dans laquelle se trouvaient deux membres de l’ETA à un contrôle routier près de Villabona (Guipúzcoa). Cette événement conduit à l’assassinat de José Pardines et, plus tard, à la persécution des auteurs et à la mort de Txabi Etxebarrieta, membre de l’ETA. En août 1968, l’ETA a commis le premier meurtre prémédité à Irún en la personne d’un commissaire de police accusé d’être un tortionnaire. Dès lors, l’activité terroriste de l’ETA – un autre mort en 1968, un autre en 1969, un autre enlevé en 1970 – deviendra le premier problème politique et d’ordre public du régime franquiste, qui répondra au défi par une répression générale et aveugle au Pays basque d’une dureté énorme. À la fin de l’année 1969, quelque deux mille nationalistes basques étaient en prison, accusés d’avoir des relations avec l’ETA.

### Reconstruction des partis de l’intérieur
Face à ces tensions croissantes, l'opposition antifranquiste émerge de sa « traversée du désert ». Les partis et organisations ouvrières (PSOE, UGT, CNT, PCE) ont été reconstruits à l’intérieur – pas les partis républicains qui n’existaient que nominalement en exil. Parmi ceux-ci, le plus structuré est le Parti communiste d’Espagne (PCE), qui deviens le groupe le plus actif, le mieux organisé avec un grands nombres de militants, de toute l’opposition antifranquiste – et ce malgré plusieurs scissions qui ont donné naissance à divers groupes d’extrême gauche communiste.
C’est précisément dans les rangs communistes que s’est abattue la répression franquiste, comme c’est le cas d’un de ses dirigeant Julián Grimau, exécuté en avril 1963 pour des crimes présumés commis pendant la guerre civile, ce qui a soulevé une grande vague de protestations dans toute l’Europe. [146] En conséquence, les « crimes politiques » sont passés de la juridiction militaire à la juridiction civile, avec la création du Tribunal d’ordre public (TOP). Au cours des quatre premières années de son activité, le TOP a ouvert plus de 4 500 enquêtes pour des délits de « propagande illégale », « association illicite », « rassemblement illégal », « manifestation illégale », « diffamation du chef de l’État », etc. Cependant, en raison de l’activité croissante de l’ETA, le gouvernement a rétabli toute la force de la loi sur le banditisme et le terrorisme Ainsi, les « crimes politiques » impliquant une activité armée sont retournés à la juridiction militaire.
Dans le cas du PSOE, sa réorganisation fut difficile puisque seule subsistait un réduit politique de quelques noyaux militants. A cela s’ajoute une direction en exil jalouse de son autorité et complétement coupé des réalités intérieures. Il faudra attendre la fin de la décennie pour que l’on assiste à un renouvellement générationnel qui permettra aux socialistes de joué un rôle plus actif dans l’opposition.
En dehors de la sphère de la gauche ouvrière, d’autres groupes ont également émergé, dirigés par des personnalités de premier plan, comme les chrétiens-démocrates de José María Gil Robles – l’ancien dirigeant de la CEDA –, Manuel Giménez Fernández – également ancien membre de la CEDA – ou l’ancien ministre Joaquín Ruiz Giménez – qui a fondé en 1964 la revue Cuadernos para el Diálogo, qui deviendra bientôt le principal organe d’expression « toléré » par l’opposition antifranquiste, les sociaux-démocrates de l’ancien phalangiste Dionisio Ridruejo, ou les monarchistes de Joaquín Satrústegui (qui resta fidèle à Don Juan de Borbón) .
L’événement le plus marquant de la décennie a lieu en juin 1962, lors du IVe Congrès du Mouvement européen à Munich, où des représentants de l’opposition de l’intérieur et de l’exil adoptent un document commun réclamant l’établissement d’institutions véritablement démocratiques en Espagne. Franco réagit en déclarant nous n'avons pas bâtie ce régime par le suffrage universel, mais par la force de nos baïonnettes et en sanctionnant plusieurs participants. Cette crise contribue à l’échec de la demande d’adhésion de l’Espagne à la Communauté économique européenne, cette dernière rappelant que seuls les États dotés de gouvernements démocratiques peuvent prétendre à l’intégration européenne.

## Le tardofranquisme (1969-1975)

### La résurgence des conflits sociaux et politiques (1969-1973)
En 1969, le « gouvernement monocouleurs »  (gobierno monocolor) fut formé et dirigé par l’amiral Carrero Blanco, qui déclare que l’intransigeance « est un devoir inébranlable lorsqu’il s’agit de questions fondamentales » . Ainsi, face à la résurgence des conflits syndicaux et étudiants, le gouvernement n’a su répondre que par l’utilisation des forces de l’ordre. Entre 1969 et 1973, huit ouvriers ont été tués par l’actions de la police et en juin 1972, la direction des Commissions ouvrières fut arrêtée. De leur côté, les étudiants et les professeurs d’université temporaires (PNNs) continuaient de subir le fléau des interventions policières, des sanctions administratives, des arrestations gouvernementales et des agressions de nouveaux groupes d’extrême-droite tolérés par les autorités (Guerrilleros de Cristo Rey, Fuerza Nueva,...) . Plus dure fut la répression exercée au Pays basque et en Navarre pour faire face à l’activité terroriste croissante de l’ETA. En 1969, par exemple, 1 953 personnes ont été arrêtées, dont 890 ont été maltraitées, 510 torturées, 93 jugées par le Tribunal d’ordre public et 53 en cour martiale.
À la fin de l’année 1970, le gouvernement décida qu’un tribunal militaire jugerait ensemble 16 personnes accusées d’être membres de l’ETA (dont deux prêtres) à titre d’exemple. Mais l’effet obtenu fut exactement le contraire de ce qui était escompté, puisque l’annonce du procès sommaire qui se tiendrait finalement en décembre à Burgos a soulevé une vague de solidarité au Pays basque et en Navarre qui a été un catalyseur clé pour le nationalisme basque qui retrouve son implantation sociale – le gouvernement en réponse a décrété l’état d’urgence pour six mois, [156]. De plus, au cours du procès, l’ETA enleva le consul allemand à Saint-Sébastien, Eugen Beihl, le libérant le 25 décembre. Le lendemain, le tribunal  prononce sa sentence, condamnant 9 des accusés à mort et les autres à de très longues peines de prison. 
Le « procès de Burgos » déclenche également une campagne internationale de solidarité avec le peuple basque et en faveur du rétablissement des libertés démocratiques en Espagne. En réponse, le régime organise une grande manifestation de soutien à Franco sur la Plaza de Oriente à Madrid. Le « procès de Burgos » a accentué le fossé entre l’Église catholique et le franquisme, l’Église ayant critiqué la peine de mort et le recours à une juridiction militaire pour juger les accusés, et plaidé pour la clémence ainsi que des garanties procédurales. Finalement, devant l’écho et les nombreuses demandes de clémence de toutes parts, le général Franco commua le 30 décembre les neuf condamnations à mort prononcées par le tribunal militaire,.
Après le procès de Burgos, les tensions entre le régime franquiste et l’Église catholique se sont intensifiées, notamment après la nomination du cardinal Tarancón comme archevêque de Madrid en mai 1971. Favorable à la fin du catholicisme national et à la rupture avec le régime, il a ensuite présidé la Conférence épiscopale espagnole. Franco accueilli la défection de l’Église et de sa hiérarchie avec une véritable stupéfaction et une profonde amertume, la considérant en privé comme un véritable puñalada por la espalda  (coup de poignard dans le dos). Carrero Blanco va plus loin et se plaint publiquement, en décembre 1972, de l’ingratitude ecclésiastique envers un régime qui, depuis 1939, « a dépensé quelque 300 000 millions de pesetas pour la construction de temples, de séminaires, de centres de charité et d’enseignement, de soutien au culte, etc. » ,. Les tensions atteignent son paroxysme au début de mai 1973 à l’occasion des funérailles d’un policier qui avait été poignardé le 1er mai par une nouvelle organisation terroriste antifranquiste appelée Front révolutionnaire antifasciste et patriote (FRAP). Pendant la cérémonie, des groupes d’extrême droite ont crié « à mort » contre les « curés rouges » et contre le cardinal Tarancón, à qui ils ont lancé “Tarancón au peloton d’exécution”, une injure qui serait répétée au cours des années suivantes.
Le matin du 20 décembre 1973, l’ETA fait exploser une bombe placée sous l’asphalte dans une rue centrale de Madrid lorsque la voiture officielle de l’amiral Carrero Blanco est passée, causant sa mort. La prise en charge rapide du pouvoir par le vice-président Torcuato Fernández Miranda – alors que Franco était sous le choc de la nouvelle – a empêché la mise en place de mesures extrêmes par les secteurs « ultras » du régime et l’armée n’a pas été mobilisée. A la fin des funérailles, il y a eu une tentative d’agression contre le cardinal Tarancón qui avait officié à la cérémonie. S’ouvrit ainsi la crise politique la plus grave de tout le franquisme, car la personne que Franco avait désignée pour assurer la survie de son régime après sa mort avait été assassinée,.